# Napoleonhuis

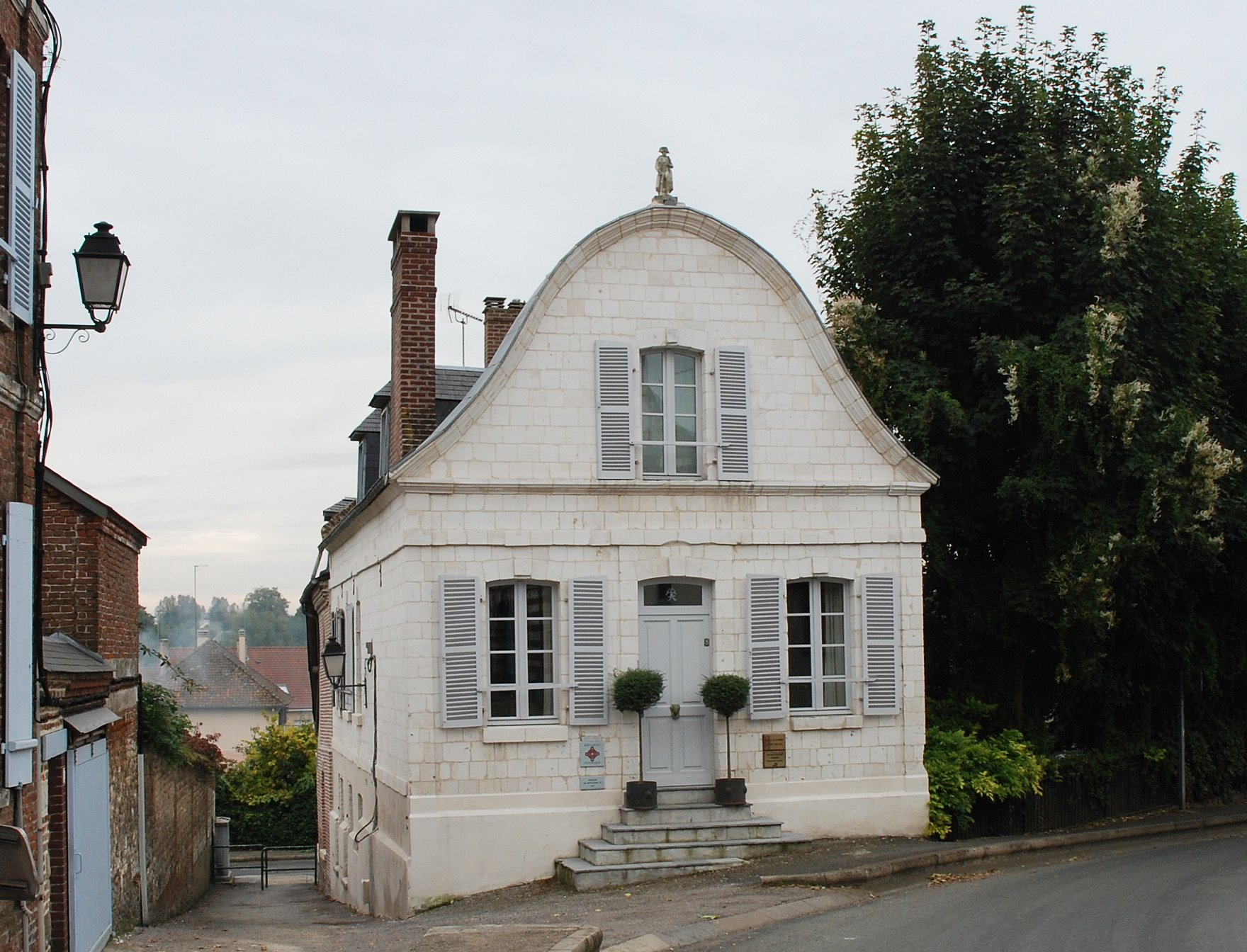
Het Napoleonhuis in Saint-Riquier

Het Napoleonhuis in de Franse gemeente Saint-Riquier werd rond 1840 door Louis Joseph Petit (1792-1863) gebouwd.
Louis Petit was een oud-strijder van Napoleon aan wie de Sint-Helenamedaille werd toegekend. Hij werd gewond tijdens de Slag bij Ligny. Opvallend aan dit huis is de bovenzijde van de gevel die de vorm kreeg van het hoofddeksel van de keizer. De gevel wordt bekroond door een beeld van Napoleon; het originele beeld werd in 1962 vervangen door een replica in het bijzijn van prins Paul Murat, een nakomeling van Joachim Murat die de schoonbroer van Napoleon en koning van Napels was.
De gevels en het dak van het huis werden in 1965 beschermd als Frans nationaal erfgoed.